# بيتر ونايت
بيتر ونايت (بالإنجليزية: Peter Knight) هو عازف مندولين وموسيقي بريطاني، ولد في 27 مايو 1947.

## وصلات خارجية
- بيتر ونايت على موقع ميوزك برينز (الإنجليزية)
- بيتر ونايت على موقع ديسكوغز (الإنجليزية)